# Kabinet-Ali Sastroamidjojo II
Het kabinet-Ali Sastroamidjojo II was een Indonesisch kabinet in de jaren 1956-1957. Het was het tweede van twee kabinetten van premier Ali Sastroamidjojo.

## Formatie en kabinetsprogramma
Het voorgaande kabinet-Boerhanoeddin Harahap diende op 3 maart 1956 ontslag in, nadat de tijdelijke Volksvertegenwoordigingsraad was vervangen door een definitief parlement op basis van de parlementsverkiezingen van 1955. Het kabinet werd gevormd door de drie grootste partijen: de Indonesische Nationale Partij (PNI) van premier Ali Sastroamidjojo en de islamitische partijen Masjoemi en Nahdlatul Ulama. Het kabinet werd ook gesteund door enkele kleinere partijen waaronder de Katholieke Partij, Parkindo, de PSSI, IPKI en Perti.
Het kabinetsprogramma van het kabinet-Ali Sastroamidjojo II bestond uit vier hoofdpunten:
1. Het opzeggen van alle afspraken uit de rondetafelconferentie van 1949.
2. Strijd voor het opnemen van West-Irian in de Republiek Indonesië.
3. Herstel van veiligheid en orde, economische ontwikkeling, financiën, industrie, transport, onderwijs en landbouw.
4. Uitvoeren van de afspraken van de Bandungconferentie.

## Voortgang
Het eerste punt van het kabinetsprogramma, het opzeggen van alle afspraken van de rondetafelconferentie, werd uitgevoerd op 3 mei 1956.
Er werden moeilijkheden ondervonden bij het uitvoeren van de rest van het kabinetsprogramma doordat er in verschillende delen van Indonesië onrusten waren en separatistische bewegingen opkwamen. Op Sumatra begon een beweging die later de Revolutionaire Overheid van de Republiek Indonesië (PRRI) zou heten, en op Sulawesi ging het om de Permesta-rebellie.
Binnen het kabinet was er vooral onenigheid tussen de twee grootste partijen PNI en Masjoemi. Op 9 januari 1957 namen alle Masjoemi-ministers ontslag. Dit verzwakte het kabinet dusdanig dat het kabinet niet veel later, op 14 maart, in zijn geheel ontslag nam.
President Soekarno vond vervolgens dat er sprake was van een "gevaarlijke situatie", gezien zowel de separatistische bewegingen als de moeilijkheden binnen de grondwetgevende vergadering (Konstituante). Hij besloot het volgende kabinet vervolgens zelf aan te wijzen, in plaats van te wachten op een formatie op basis van meerderheden in het parlement. Dit was de eerste aanloop richting Soekarno's concept van geleide democratie. Het kabinet-Ali Sastroamidjojo II was daarmee het laatste kabinet samengesteld op basis van partijpolitieke meerderheden na vrije verkiezingen tot het Kabinet Persatuan Nasional van 1999.

## Samenstelling
| Nr. | Ministerspost              | Minister                                                 | Minister                                                | Partij            |
| --- | -------------------------- | -------------------------------------------------------- | ------------------------------------------------------- | ----------------- |
| 1   | Minister-President         |                                                          | Ali Sastroamidjojo                                      | PNI               |
| 1   | Vicepremiers               |                                                          | Mohamad Roem (tot 9 januari 1957)                       | Masjoemi          |
| 1   | Vicepremiers               |                                                          | Idham Chalid                                            | NU                |
| 2   | Buitenlandse Zaken         |                                                          | Roeslan Abdulgani                                       | PNI               |
| 3   | Binnenlandse Zaken         |                                                          | Soenarjo                                                | NU                |
| 4   | Defensie                   |                                                          | Ali Sastroamidjojo (ad interim)                         | PNI               |
| 5   | Justitie                   |                                                          | Moeljatno (tot 9 januari 1957)                          | Masjoemi          |
| 5   | Justitie                   |                                                          | Soenarjo (ad interim, vanaf 9 januari 1957)             | NU                |
| 6   | Informatie                 |                                                          | Soedibjo (tot 13 maart 1957)                            | PSII              |
| 6   | Informatie                 |                                                          | Idham Chalid (ad interim, vanaf 13 maart 1957)          | NU                |
| 7   | Financiën                  |                                                          | Jusuf Wibisono (tot 9 januari 1957)                     | Masjoemi          |
| 7   | Financiën                  | Djoeanda Kartawidjaja (ad interim, vanaf 9 januari 1957) |                                                         |                   |
| 8   | Economische Zaken          |                                                          | Burhanuddin                                             | NU                |
| 9   | Landbouw                   |                                                          | Eny Karim                                               | PNI               |
| 10  | Transport                  |                                                          | Suchjar Tedjasukmana (tot 9 januari 1957)               | Masjoemi          |
| 11  | Openbare Werken en Energie |                                                          | Pangeran Muhammad Noor (tot 9 januari 1957)             | Masjoemi          |
| 11  | Openbare Werken en Energie |                                                          | A.A. Suhardi (ad interim, vanaf 9 januari 1957)         | Katholieke Partij |
| 12  | Grondzaken                 |                                                          | A.A. Suhardi                                            | Katholieke Partij |
| 13  | Sociale Zaken              |                                                          | Fattah Jasin                                            | NU                |
| 14  | Arbeid                     |                                                          | Sabilal Rasjad                                          | PNI               |
| 15  | Onderwijs en Cultuur       |                                                          | Sarino Mangunpranoto                                    | PNI               |
| 16  | Gezondheid                 |                                                          | Hadrianus Sinaga                                        | Parkindo          |
| 17  | Godsdienst                 |                                                          | Mohammad Iljas                                          | NU                |
| 18  | Ministers van Staat        |                                                          | Rusli Abdul Wahid (voor algemene zaken)                 | Perti             |
| 18  | Ministers van Staat        |                                                          | Dahlan Ibrahim (voor zaken m.b.t. oud-verzetsstrijders) | IPKI              |
| 18  | Ministers van Staat        | Djoeanda Kartawidjaja (voor planningszaken)              |                                                         |                   |